# Psammocamptus axi
Psammocamptus axi är en kräftdjursart som beskrevs av Mielke 1975. Psammocamptus axi ingår i släktet Psammocamptus och familjen Canthocamptidae. Inga underarter finns listade i Catalogue of Life.